# Lagoana livida
Lagoana livida är en insektsart som beskrevs av Schmidt 1924. Lagoana livida ingår i släktet Lagoana och familjen Dictyopharidae. Inga underarter finns listade i Catalogue of Life.